# Митридатски ратови
Митридатски ратови вођени су у 1. веку п. н. е. између Понтског краљевства и Римске републике на подручју Мале Азије, Блиског истока и Грчке. Назив су добили по понтском краљу Митридату VI. Узрок ратова је настојање понтског краља да прошири своју државу територијама које су спадале у римску интересну сферу. Митридат је знао да искористи незадовољство својих поданика римском влашћу. Ратови су завршени победом Римљана и проширењем њихове државе на исток чиме је римска хегемонија успостављена над Малом Азијом, Сиријом, Јерменијом и Левантом. Последице митридатских ратова одразиле су се и на Римску републику у којој након ратова избијају грађански ратови.
Између Римске републике и Понтског краљевства вођена су три Митридатска рата:
- Први митридатски рат (88-84. године п. н. е.) — завршен победом Рима и споразумом у Дардану
- Други митридатски рат (83-81. година п. н. е.) — без територијалних промена
- Трећи митридатски рат (75-66. година п. н. е.) — римске снаге под командом Луција Лицинија Лукула Млађег и Гнеја Помпеја наносе пораз Митридату VI који због тога извршава самоубиство. Понтско краљевство је пало у вазалан однос у односу на Рим.